# Лобов, Артём
Артём Лобов (англ. Artem Lobov; род. 11 августа 1986, Горький, РСФСР, СССР) — ирландский боец смешанных единоборств российского происхождения, выступавший под эгидой UFC в полулёгкой и лёгкой весовых категориях. Участник турниров по кулачным боям Bare Knuckle FC и Mahatch FC, в которой также являлся послом бренда. Финалист бойцовского турнира The Ultimate Fighter: Team McGregor vs. Team Faber.

## Биография
Родился 11 августа 1986 года в Горьком (РСФСР).
В 14 лет по семейным обстоятельствам уехал в Аргентину, а через два года переехал в Ирландию. Впервые попробовал себя в единоборствах в 21 год, занимаясь всеми видами понемногу, но предпочтение отдавая боксу.
По состоянию на 2017 год тренировался в команде ирландского бойца Конора Макгрегора и являлся его основным спарринг-партнёром.
3 апреля 2018 года перед UFC 223 в Нью-Йорке в коридорах арены незадолго до турнира Хабиб Нурмагомедов схватил Лобова за затылок и нанёс собеседнику короткий звонкий удар открытой ладонью в область затылка. Поводом ссоры стало интернет высказывание Артёма, что Нурмагомедов отказывается от боёв по причине трусости, а не травм.

### Ultimate Fighting Championship
11 декабря 2015 года дебютировал в UFC, в финале 22 сезона The Ultimate Fighter, в бою против Райна Холла. Бой завершился победой Холла единогласным решением.
В следующем поединке, который прошёл 6 февраля 2016 года на турнире UFC Fight Night: Hendricks vs. Thompson, Лобов вновь потерпел поражение единогласным решением от американца Алекса Уайта.
На UFC 202, 20 августа 2016 года, Лобов победил Криса Авила единогласным решением.
19 ноября 2016 года Артём Лобов победил единогласным решением судей японского бойца Тэруто Исихару.
22 апреля 2017 года в рамках шоу UFC Fight Night: Swanson vs. Lobov провёл главный бой вечера против опытного американца Каба Свонсона.
21 октября 2017 года на турнире UFC Fight Night 118 проиграл Андре Фили единогласным решением.
29 января 2019 года было объявлено, что Лобов покидает UFC.

### Bare Knuckle FC
6 апреля 2019 года в Билокси (США) Артём Лобов дебютировал на турнире Bare Knuckle FC — по кулачным боям (голыми кулаками), одержав победу единогласным решением судей (счёт: 48-46 (дважды) и 48-47) над бывшим коллегой по UFC американцем Джейсоном Найтом в главном поединке турнира Bare Knuckle FC 5.
22 июня 2019 года в Тампе (США) Артём Лобов победил единогласным решением судей экс-чемпиона мира по боксу Пола Малиньяджи — этот бой возглавил турнир Bare Knuckle FC 6.

## Статистика в смешанных единоборствах
| Боёв 30         | Побед 13 | Поражений 15 |
| --------------- | -------- | ------------ |
| Нокаутом        | 4        | 1            |
| Сдачей          | 2        | 2            |
| Решением        | 7        | 12           |
| Ничьи           | 1        | 1            |
| Не состоявшихся | 1        | 1            |

| Результат    | Рекорд      | Соперник        | Способ                                          | Турнир                                             | Дата             | Раунд | Время | Место                      | Примечание                                                                      |
| ------------ | ----------- | --------------- | ----------------------------------------------- | -------------------------------------------------- | ---------------- | ----- | ----- | -------------------------- | ------------------------------------------------------------------------------- |
| Поражение    | 13-15-1 (1) | Майкл Джонсон   | Единогласное решение                            | UFC Fight Night: Volkan vs. Smith                  | 27 октября 2018  | 3     | 5:00  | Монктон, Канада            |                                                                                 |
| Поражение    | 13-14-1 (1) | Андре Фили      | Единогласное решение                            | UFC Fight Night: Cerrone vs. Till                  | 21 октября 2017  | 3     | 5:00  | Гданьск, Польша            |                                                                                 |
| Поражение    | 13-13-1 (1) | Каб Свонсон     | Единогласное решение                            | UFC Fight Night: Swanson vs. Lobov                 | 22 апреля 2017   | 5     | 5:00  | Нэшвилл, Теннесси, США     | Бой вечера                                                                      |
| Победа       | 13-12-1 (1) | Тэруто Исихара  | Единогласное решение                            | UFC Fight Night: Mousasi vs. Hall 2                | 19 ноября 2016   | 3     | 5:00  | Белфаст, Северная Ирландия |                                                                                 |
| Победа       | 12-12-1 (1) | Крис Авила      | Единогласное решение                            | UFC 202                                            | 20 августа 2016  | 3     | 5:00  | Лас-Вегас, Невада, США     |                                                                                 |
| Поражение    | 11-12-1 (1) | Алекс Уайт      | Единогласное решение                            | UFC Fight Night: Hendricks vs. Thompson            | 6 февраля 2016   | 3     | 5:00  | Лас-Вегас, Невада, США     | Вернулся в полулёгкий вес.                                                      |
| Поражение    | 11-11-1 (1) | Райан Холл      | Единогласное решение                            | The Ultimate Fighter: Team McGregor vs. Team Faber | 11 декабря 2015  | 3     | 5:00  | Лас-Вегас, Невада, США     | Проиграл финальный бой на турнире The Ultimate Fighter 22 Finale в лёгком весе. |
| Победа       | 11-10-1 (1) | Расул Шовхалов  | Болевой приём (рычаг локтя)                     | ACB 13: Poland vs. Russia                          | 31 января 2015   | 2     | 1:32  | Плоцк, Польша              |                                                                                 |
| Ничья        | 10-10-1 (1) | Павел Килек     | Ничья (большинством судейских голосов)          | FA 10 - Fighters Arena 10                          | 22 ноября 2014   | 3     | 5:00  | Лодзь, Польша              |                                                                                 |
| Победа       | 10-10 (1)   | Эндрю Фишер     | Техническим нокаутом (удары)                    | CWFC 70 - Cage Warriors Fighting Championship 70   | 16 августа 2014  | 3     | 4:59  | Дублин, Ирландия           |                                                                                 |
| Поражение    | 9-10 (1)    | Майкл Дойль     | Решением (единогласным)                         | CW 19 - Clan Wars 19                               | 7 июня 2014      | 3     | 5:00  | Белфаст, Северная Ирландия |                                                                                 |
| Поражение    | 9-9 (1)     | Андре Уиннер    | Решением (единогласным)                         | AON - All or Nothing 6                             | 3 мая 2014       | 3     | 5:00  | Лидс, Англия               |                                                                                 |
| Победа       | 9-8 (1)     | Али Маклин      | Решением (раздельным)                           | AON - All or Nothing 6                             | 3 мая 2014       | 3     | 5:00  | Лидс, Англия               |                                                                                 |
| Поражение    | 8-8 (1)     | Алекс Энланд    | Техническим сабмишном (удушение сзади)          | CWFC 65 - Cage Warriors Fighting Championship 65   | 1 марта 2014     | 1     | 2:24  | Дублин, Ирландия           |                                                                                 |
| Победа       | 8-7 (1)     | Мартин Свенсон  | Техническим нокаутом (удары)                    | TMMA - Trophy MMA 3                                | 28 декабря 2013  | 2     | 3:51  | Мальмё, Швеция             |                                                                                 |
| Поражение    | 7-7 (1)     | Кристиан Холли  | Решением (единогласным)                         | OMMAC 19 - Vendetta                                | 30 ноября 2013   | 3     | 5:00  | Ливерпуль, Англия          |                                                                                 |
| Победа       | 7-6 (1)     | Камил Гниадек   | Решением (единогласным)                         | IFP - Immortals Fight Promotions 1                 | 31 августа 2013  | 3     | 5:00  | Абердин, Шотландия         |                                                                                 |
| Победа       | 6-6 (1)     | Энди Грин       | Техническим нокаутом (удары локтями)            | IFC - Immortal Fighting Championship 8             | 8 июня 2013      | 1     | 0:00  | Леттеркенни, Ирландия      |                                                                                 |
| Победа       | 5-6 (1)     | Алекс Лейт      | Решением (раздельным)                           | CC 17 - Rooney vs. Philpott                        | 25 мая 2013      | 3     | 5:00  | Ньюри, Северная Ирландия   |                                                                                 |
| Не состоялся | 4-6 (1)     | Артур Совинский | Без результата (решение отменено организатором) | CG 5 - Celtic Gladiator 5                          | 22 сентября 2012 | 3     | 5:00  | Дублин, Ирландия           |                                                                                 |
| Поражение    | 4-6         | Джей Фернесс    | Решением (единогласным)                         | CWFC - Fight Night 7                               | 1 сентября 2012  | 3     | 5:00  | Оман, Иордания             |                                                                                 |
| Победа       | 4-5         | Шей Уолш        | Техническим нокаутом (удары)                    | OMMAC 14 - Bring the Pain                          | 28 июля 2012     | 3     | 0:22  | Ливерпуль, Англия          |                                                                                 |
| Поражение    | 3-5         | Араик Маргарян  | Решением (единогласным)                         | PFC 4 - Pancrase Fighting Championship 4           | 14 апреля 2012   | 3     | 5:00  | Марсель, Франция           |                                                                                 |
| Победа       | 3-4         | Камил Корики    | Решением (единогласным)                         | CWFC 46 - Cage Warriors Fighting Championship 46   | 23 февраля 2012  | 3     | 5:00  | Киев, Украина              |                                                                                 |
| Поражение    | 2-4         | Сол Роджерс     | Решением (раздельным)                           | BFC 3 - Rogers vs. Lobov                           | 5 ноября 2011    | 3     | 5:00  | Болтон, Англия             |                                                                                 |
| Поражение    | 2-3         | Майк Уилкинсон  | Техническим нокаутом (удары)                    | Raw 1 - Enter Colosseum                            | 11 сентября 2011 | 2     | 3:52  | Ливерпуль, Англия          |                                                                                 |
| Поражение    | 2-2         | Стив О'Киф      | Техническим сабмишном (удушение сзади)          | CWFC 43 - Cage Warriors Fighting Championship 43   | 9 июля 2011      | 3     | 1:24  | Лондон, Англия             |                                                                                 |
| Победа       | 2-1         | Уче Айхикве     | Сабмишном (удушение треугольником)              | OMMAC 10 - Step in the Arena                       | 4 июня 2011      | 3     | 1:07  | Ливерпуль, Англия          |                                                                                 |
| Победа       | 1-1         | Дэйв Хилл       | Решением (единогласным)                         | CWFC 41 - Cage Warriors Fighting Championship 41   | 24 апреля 2011   | 3     | 5:00  | Лондон, Англия             |                                                                                 |
| Поражение    | 0-1         | Патрик Викерс   | Решением (единогласным)                         | CWFC 39 - The Uprising                             | 27 ноября 2010   | 2     | 5:00  | Корк, Ирландия             |                                                                                 |

## Статистика в кулачных боях
| Результат | Рекорд | Соперник       | Способ               | Турнир            | Дата           | Раунд | Время | Место         | Примечание |
| --------- | ------ | -------------- | -------------------- | ----------------- | -------------- | ----- | ----- | ------------- | ---------- |
| Поражение | 2-2    | Денис Беринчик | Tехнический нокаут   | Mahatch FC 6      | 24 июля 2021   | 4     | 2:00  | Киев, Украина |            |
| Поражение | 2-1    | Джейсон Найт   | Tехнический нокаут   | Bare Knuckle FC 9 | 17 ноября 2019 | 5     | 1:30  | Билокси, США  |            |
| Победа    | 2-0    | Пол Малиньяджи | Единогласное решение | Bare Knuckle FC 6 | 22 июня 2019   | 5     | 2:00  | Тампа, США    |            |
| Победа    | 1-0    | Джейсон Найт   | Единогласное решение | Bare Knuckle FC 5 | 6 апреля 2019  | 5     | 2:00  | Билокси, США  |            |